# Триетилентетрамін
Триетилентетрамін (також ТЕТА або триентин) — органічна сполука з формулою [CH2NHCH2CH2NH2]2. Ця олієподібна рідина є безбарвною, але, як і інші аміни, набуває жовтого кольору через окиснення повітрям. Він є розчинним у полярних розчинниках та проявляє типову для амінів реакційну здатність. Розгалужений ізомер N(CH2CH2NH2)3 та похідні піперазину також є комерційними зразками ТЕТА.

## Синтез
Триетилентетрамін синтезують шляхом нагрівання етилендіаміну або етаноламін/аміачні суміші над окисним каталізатором. Процес дає різні аміни, які розділяють шляхом дистиляції та сублімації.

## Використання
Реакційна здатність ТЕТА є тією ж як і в пов'язаних з ним поліамінів етилендіаміну та діетилентриаміну. Спочатку його використовували як затверджувач епоксидів.
Гідрохлоридна сіль триетилентетраміну, триентину гідрохлорид, є хелаторним агентом, що використовується для зв'язування і виведення міді з організмів пацієнтів з хворобою Вільсона, зокрема тих, чиї організми є стійкими до пеніциламіну.

## Координаційна хімія
Триетилентетрамін є тетрадентатним лігандом у координаційній хімії, де його називають трієном. Октагедральні комплекси типу М(трієн)Cl3 можуть набувати форми декількох діастереомерних структур, більшість з яких є хіральними.